# Agnese Zeltiņa
Agnese Zeltiņa (* 14. Dezember 1971 in Riga) ist eine lettische Schauspielerin.

## Leben
Agnese Zeltiņa studierte von 1989 bis 1993 Schauspiel an der renommierten Lettischen Musikakademie Jāzeps Vītols. Anschließend war sie bis 1999 beim Daile-Theater angestellt. Parallel dazu debütierte sie 1996 in dem Drama Ligzda auf der Leinwand. Ab 1999 spielte sie am Neuen Rigaer Theater und gewann im Jahr 2000 in der Kategorie Schönste Ausländerin den Wettbewerb Miss Ukraine. Nach ihrem Umzug 2004 nach Moskau spielte Zeltiņa vermehrt in russischen Produktionen mit. 2008 trat sie im deutschen Drama  Mitte Ende August an der Seite von Marie Bäumer und Anna Brüggemann auf.

## Filmografie (Auswahl)
- 1996: Ligzda
- 1997: Liktendzirnas
- 2006: Cherv
- 2008: Kailums
- 2008: Mitte Ende August
- 2011: Valerie